# Boubakary Soumaré
Boubakary Soumaré (* 27. února 1999 Noisy-le-Sec) je francouzský profesionální fotbalista, který hraje na pozici defensivního záložníka za španělský klub Sevilla FC, kde je na hostování z Leicesteru City. Reprezentoval Francii mládežnických úrovních.

## Klubová kariéra
Soumaré začal svoji mládežnickou kariéru v Paris FC. V klubu strávil 5 let od roku 2006 do 2011, než se připojí k akademii Paris Saint-Germain. V PSG pak odehrál osm zápasů za rezervní tým klubu v roce 2017.

### Lille
Dne 7. července 2017 přestoupil Soumaré do francouzského Lille OSC, kde podepsal smlouvu na tři roky. Debutoval v týmu 5. listopadu 2017 při ligovém vítězství 3:0 nad Metz. Na konci sezóny 2017/18 se Lille udrželo v Ligue 1, což znamenalo, že Soumarého smlouva byla prodloužena o dva roky, na základě předchozí dohody.
Soumaré vstřelil 5. května 2019 svůj jediný gól v dresu Lille při remíze 2:2 proti Lyonu.

### Leicester City
Dne 2. července 2021 přestoupil Soumaré do anglického prvoligového klubu Leicesteru City za částku okolo 20 miliónů euro. V klubu podepsal pětiletou smlouvu. V klubu debutoval 7. srpna 2021 při výhře Leicesteru 1:0 nad úřadujícím mistrem Premier League Manchesterem City v Community Shieldu.

## Reprezentační kariéra
Soumaré se narodil ve Francii a je senegalského původu. Je bývalým mládežnickým francouzským reprezentantem.

## Statistiky

### Klubové
K 14. srpnu 2021
| Klub           | Sezóna  | Liga           | Liga   | Liga | Národní pohár | Národní pohár | Ligový pohár | Ligový pohár | Evropské poháry | Evropské poháry | Ostatní | Ostatní | Celkem | Celkem |
| Klub           | Sezóna  | Liga           | Zápasy | Góly | Zápasy        | Góly          | Zápasy       | Góly         | Zápasy          | Góly            | Zápasy  | Góly    | Zápasy | Góly   |
| -------------- | ------- | -------------- | ------ | ---- | ------------- | ------------- | ------------ | ------------ | --------------- | --------------- | ------- | ------- | ------ | ------ |
| Lille          | 2017/18 | Ligue 1        | 14     | 0    | 1             | 0             | 2            | 0            | —               | —               | —       | —       | 17     | 0      |
| Lille          | 2018/19 | Ligue 1        | 18     | 1    | 3             | 0             | 1            | 0            | —               | —               | —       | —       | 22     | 1      |
| Lille          | 2019/20 | Ligue 1        | 20     | 0    | 2             | 0             | 2            | 0            | 6               | 0               | —       | —       | 30     | 0      |
| Lille          | 2020/21 | Ligue 1        | 32     | 0    | 3             | 0             | —            | —            | 8               | 0               | —       | —       | 43     | 0      |
| Lille          | Celkem  | Celkem         | 84     | 1    | 9             | 0             | 5            | 0            | 14              | 0               | —       | —       | 112    | 1      |
| Leicester City | 2021/22 | Premier League | 1      | 0    | 0             | 0             | 0            | 0            | 0               | 0               | 1       | 0       | 2      | 0      |
| Celkem         | Celkem  | Celkem         | 85     | 1    | 9             | 0             | 5            | 0            | 14              | 0               | 1       | 0       | 114    | 1      |

## Ocenění

### Klubové

#### Lille
- Ligue 1: 2020/21

#### Leicester City
- Community Shield: 2021[6]